# Alice Bailly
Alice Bailly (Ginebra, 1872 - Lausana, 1 de enero de 1938)  fue una pintora suiza. Estuvo próxima a los movimientos de vanguardia de principios del siglo XX (cubismo, dadaísmo) que ella contribuyó a divulgar en la Suiza francófona.
Considerada como una artista de planteamientos radicales, es especialmente conocida por su particular visión tanto del cubismo como del fovismo, sus cuadros de lana y sus aportaciones al dadaísmo.
Alice Bailly nació en una familia modestamente situada en Ginebra, Suiza. El padre de Bailly, que trabajaba como funcionario de la oficina de correos, murió cuando Bailly tenía catorce años. Su madre, una maestra de alemán, se ocupó de su educación y de la de sus dos hermana, les enseñó a ser cultas y llenas de energía. En la pintura, practicó todo tipo de temáticas, siendo especialmente notables sus retratos, sus paisajes, tanto urbanos como campestres, las naturalezas muertas y sus escenas con figuras. Entre sus obras la más conocida es un Autorretrato de 1927.

## Biografía

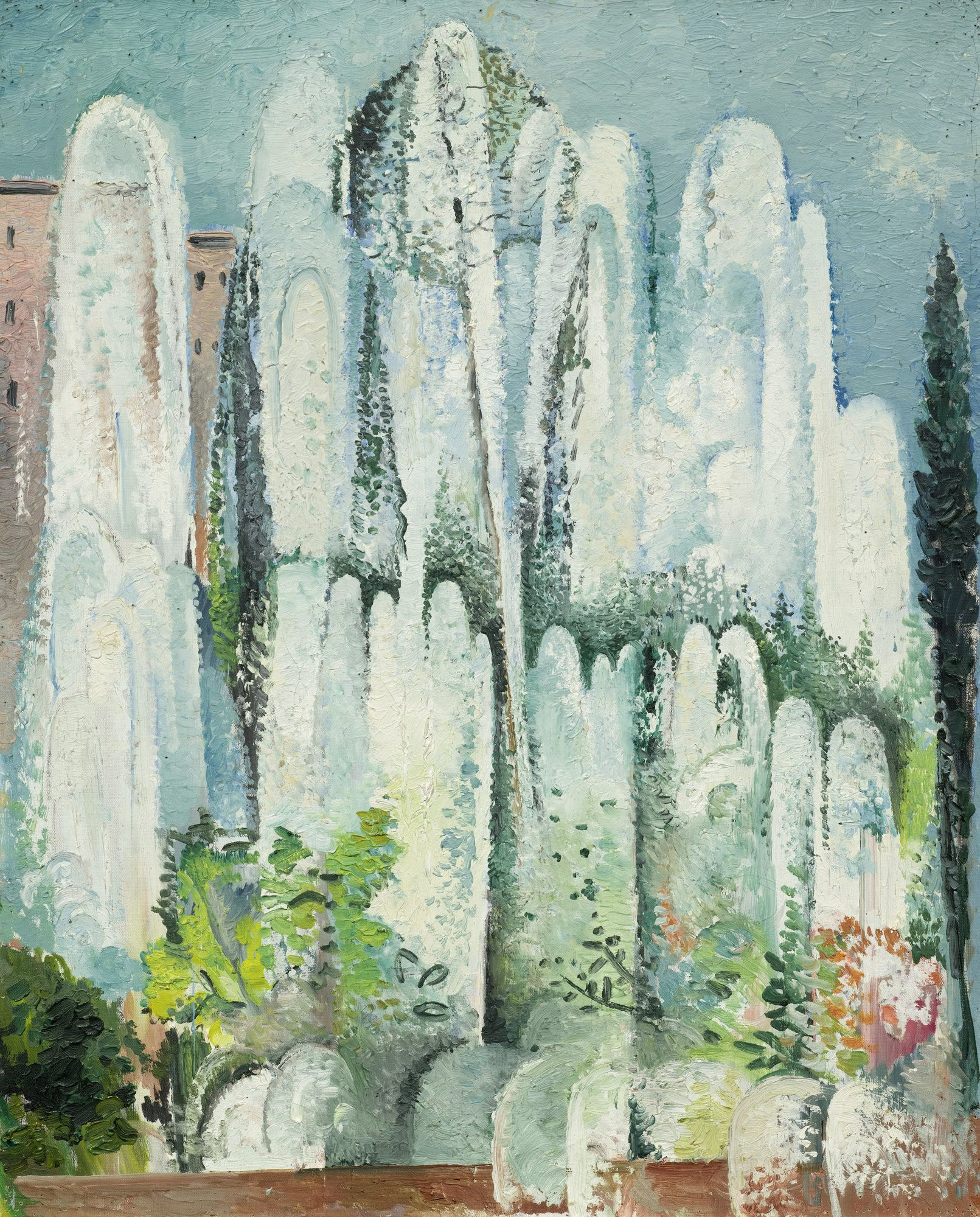
Fontaine dans un jardin de Rome. Öl auf Leinwand. 72,8 x 60,2 cm. Rückseitig auf der Leinwand bezeichnet: Fontaine dans un jardin de Rome, d'Alice Bailly 1872-1938.

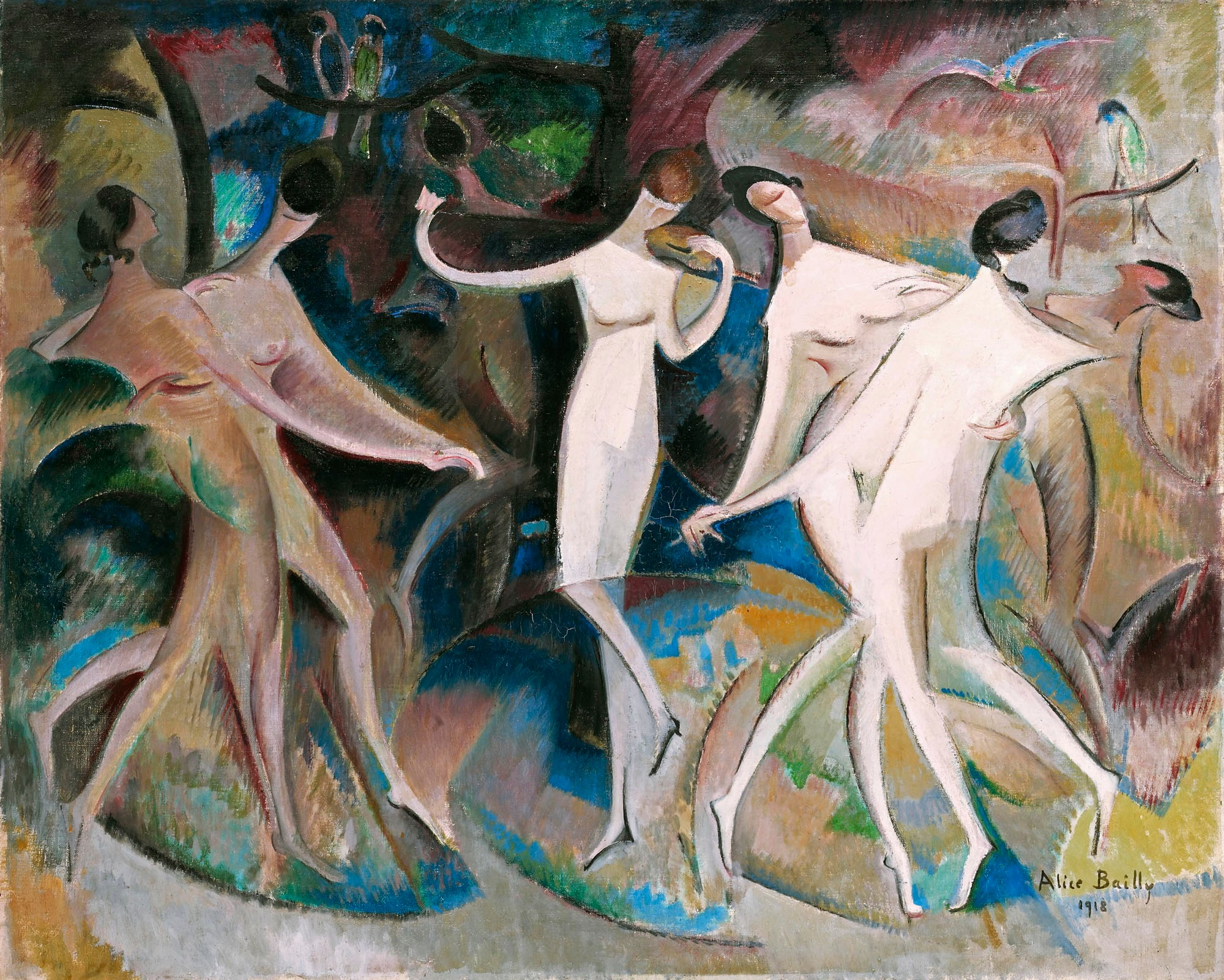
Le caprice des belles, 1918. Óleo sobre lienzo 68 x 81 cm. Ubicación actual desconocida.

Inició su formación en la Escuela de Bellas Artes de su ciudad natal, asistiendo a cursos realizados sólo para mujeres. En este tiempo en la Escuela, tuvo como maestros a Hugues Bovy y Denise Sarkiss.
Posteriormente residió en Múnich y más tarde de trasladó a París en 1906, donde contacto y estableció amistad con un grupo de pintores, entre los que se encontraban Juan Gris, Francis Picabia, Albert Gleizes, Jean Metzinger, Fernand Léger, Sonia Lewitska y Marie Laurencin. Este grupo de pintores y pintoras influyeron de forma importante en sus obras y en su vida posterior. 
Mientras estaba en París exhibiendo sus grabados en madera, se interesó por el fovismo. Lo que atrajo a Bailly a este estilo fue el «uso audaz del estilo de colores intensos, contornos oscuros y una anatomía y espacio enfáticamente irrealistas».[cita requerida] Comenzó presentando sus grabados sobre madera.

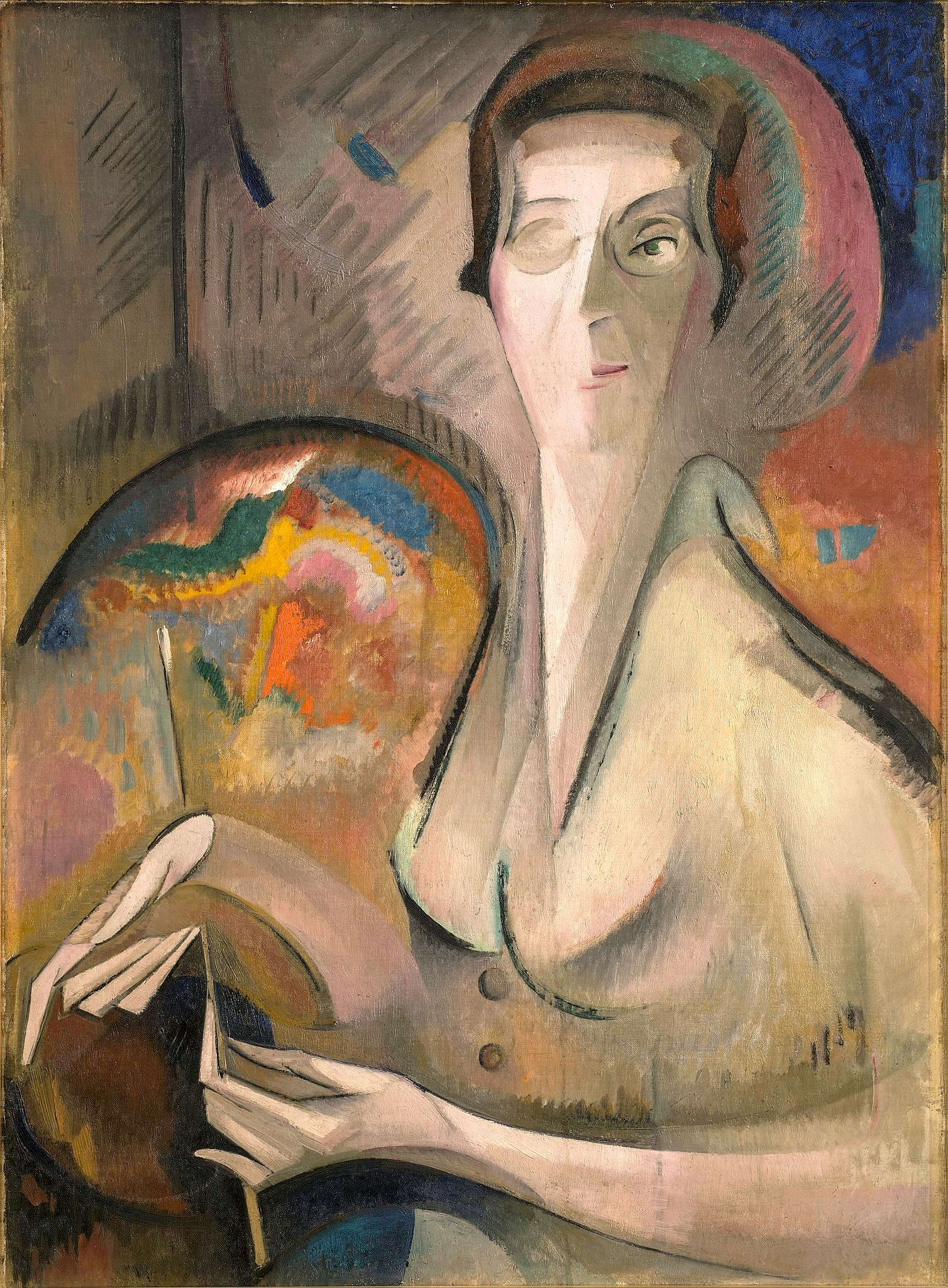
Autorretrato, 1927. Óleo sobre lienzo, 32 x 23 cm. Museo Nacional de Mujeres Artistas.

En 1908 mostró en el Salón de Otoño algunas de sus obras. En 1912 fue elegida como representante de los artistas de su país, en una muestra itinerante de pintores europeos que se inició en Rusia y pasó entre otros países por Inglaterra y España.
En 1914, ideó las wool paintings («pinturas de lana»), término que acuñó para evitar que sus cuadros «pintados con lana» fueran calificados como bordados. Estas pinturas estaban realizadas con hebras cortas de hilos o lana de colores que semejan las pinceladas. Realizó con esta técnica alrededor de cincuenta obras entre 1913 y 1922.  Quedó en Suiza con el estallido de la Primera Guerra Mundial. Fijó su residencia de Lausana en el año 1923, pero conservó un apartamento en París hasta 1936. Durante la guerra, Bailly participó en el movimiento Dadá que surgió en Suiza.
En 1927 pinta su obra más conocida, y de las más notables, un Autorretrato al que le da un enfoque absolutamente vanguardista. Este retrato abarcó varios estilos, la mayor parte del planeamiento del retrato está ejecutado con un estilo tradicional, mientras que los tonos rojos naranjas y azules, son de clara influencia del fovismo, y las manos, de líneas arqueadas, trasladan al futurismo italiano.
En 1936, el Teatro de Lausana le encargó decorar su vestíbulo con ocho murales. Esta tarea le requirió a la artista un gran esfuerzo que agotó y debilitó su salud, y la llevó a contraer una tuberculosis que le produjo la muerte.
En su testamento estableció  que el dinero obtenido por la venta de sus cuadros fuera a un fondo para ayudar a jóvenes artistas suizos.De esta manera para cumplir el deseo de la pintora, se creó en 1946  la Fundación Alice Bailly para sostener a jóvenes artistas suizos y franceses.